# Bata (корвет)
Bata — корвет військово-морських сил Екваторіальної Гвінеї.

## Історія
Патрульний корабель Bata розроблений українськими фахівцями підприємства «Дослідно-проектний центр кораблебудування» міста Миколаєва під егідою українсько-британського спільного підприємства Fast Craft Naval Supplies. Побудований за проектом патрульного корабля SV-01.
Фактичне створення корабля Bata здійснювалося заводом MTG Dolphin у Варні. При цьому корабель носив фіктивну назву Kasatka і номінально будувався для литовської фірми пошуково-рятувального судна. Закладку головного корабля Kasatka було здійснено 17 червня 2010 року. Після завершення ходових випробувань борт відбув до Екваторіальної Гвінеї в середині жовтня 2011 року. Доставлені з України озброєння та обладнання встановлювалися на Bata вже в Малабо українськими фахівцями (зокрема фірми «Імпульс-2» із Севастополя, яка займається ремонтом морського озброєння).